# Grossbeckia
Grossbeckia is een geslacht van vlinders van de familie spanners (Geometridae), uit de onderfamilie Larentiinae.

## Soorten
- G. gymnopomparia Dyar, 1913
- G. semimaculata Barnes & McDunnough, 1912